# Arrondissement La Tour-du-Pin
Das Arrondissement La Tour-du-Pin ist eine Verwaltungseinheit des Départements Isère in der französischen Region Auvergne-Rhône-Alpes. Unterpräfektur ist La Tour-du-Pin.
Im Arrondissement liegen acht Wahlkreise (Kantone) und 136 Gemeinden.

## Wahlkreise
- Kanton Bourgoin-Jallieu
- Kanton Chartreuse-Guiers (mit 16 von 23 Gemeinden)
- Kanton Charvieu-Chavagneux
- Kanton Le Grand-Lemps (mit 27 von 30 Gemeinden)
- Kanton L’Isle-d’Abeau (mit 8 von 13 Gemeinden)
- Kanton Morestel
- Kanton La Tour-du-Pin
- Kanton La Verpillière (mit 7 von 16 Gemeinden)

## Gemeinden
Die Gemeinden des Arrondissements La Tour-du-Pin sind:
| 1. Les Abrets en Dauphiné (38001)             | 2. Annoisin-Chatelans (38010)         | 3. Anthon (38011)                         | 4. Aoste (38012)                        |
| 5. Apprieu (38013)                            | 6. Arandon-Passins (38297)            | 7. Les Avenières Veyrins-Thuellin (38022) | 8. La Balme-les-Grottes (38026)         |
| 9. La Bâtie-Montgascon (38029)                | 10. Belmont (38038)                   | 11. Bévenais (38042)                      | 12. Bilieu (38043)                      |
| 13. Biol (38044)                              | 14. Bizonnes (38046)                  | 15. Blandin (38047)                       | 16. Bonnefamille (38048)                |
| 17. Le Bouchage (38050)                       | 18. Bourgoin-Jallieu (38053)          | 19. Bouvesse-Quirieu (38054)              | 20. Brangues (38055)                    |
| 21. Burcin (38063)                            | 22. Cessieu (38064)                   | 23. Châbons (38065)                       | 24. Chamagnieu (38067)                  |
| 25. La Chapelle-de-la-Tour (38076)            | 26. Charancieu (38080)                | 27. Charavines (38082)                    | 28. Charette (38083)                    |
| 29. Charvieu-Chavagneux (38085)               | 30. Chassignieu (38089)               | 31. Châteauvilain (38091)                 | 32. Chavanoz (38097)                    |
| 33. Chélieu (38098)                           | 34. Chèzeneuve (38102)                | 35. Chimilin (38104)                      | 36. Chozeau (38109)                     |
| 37. Colombe (38118)                           | 38. Corbelin (38124)                  | 39. Courtenay (38135)                     | 40. Crachier (38136)                    |
| 41. Crémieu (38138)                           | 42. Creys-Mépieu (38139)              | 43. Dizimieu (38146)                      | 44. Doissin (38147)                     |
| 45. Dolomieu (38148)                          | 46. Domarin (38149)                   | 47. Eclose-Badinières (38152)             | 48. Les Éparres (38156)                 |
| 49. Eydoche (38159)                           | 50. Faverges-de-la-Tour (38162)       | 51. Flachères (38167)                     | 52. Four (38172)                        |
| 53. Frontonas (38176)                         | 54. Le Grand-Lemps (38182)            | 55. Granieu (38183)                       | 56. Hières-sur-Amby (38190)             |
| 57. L’Isle-d’Abeau (38193)                    | 58. Janneyrias (38197)                | 59. Leyrieu (38210)                       | 60. Massieu (38222)                     |
| 61. Maubec (38223)                            | 62. Merlas (38228)                    | 63. Meyrié (38230)                        | 64. Montagnieu (38246)                  |
| 65. Montalieu-Vercieu (38247)                 | 66. Montcarra (38250)                 | 67. Montferrat (38256)                    | 68. Montrevel (38257)                   |
| 69. Moras (38260)                             | 70. Morestel (38261)                  | 71. Nivolas-Vermelle (38276)              | 72. Optevoz (38282)                     |
| 73. Oyeu (38287)                              | 74. Panossas (38294)                  | 75. Parmilieu (38295)                     | 76. Le Passage (38296)                  |
| 77. Le Pont-de-Beauvoisin (38315)             | 78. Pont-de-Chéruy (38316)            | 79. Porcieu-Amblagnieu (38320)            | 80. Pressins (38323)                    |
| 81. Roche (38339)                             | 82. Rochetoirin (38341)               | 83. Romagnieu (38343)                     | 84. Ruy-Montceau (38348)                |
| 85. Saint-Alban-de-Roche (38352)              | 86. Saint-Albin-de-Vaulserre (38354)  | 87. Saint-André-le-Gaz (38357)            | 88. Saint-Baudille-de-la-Tour (38365)   |
| 89. Saint-Bueil (38372)                       | 90. Saint-Chef (38374)                | 91. Saint-Clair-de-la-Tour (38377)        | 92. Saint-Didier-de-Bizonnes (38380)    |
| 93. Saint-Didier-de-la-Tour (38381)           | 94. Saint-Geoire-en-Valdaine (38386)  | 95. Saint-Hilaire-de-Brens (38392)        | 96. Saint-Jean-d’Avelanne (38398)       |
| 97. Saint-Jean-de-Soudain (38401)             | 98. Saint-Marcel-Bel-Accueil (38415)  | 99. Saint-Martin-de-Vaulserre (38420)     | 100. Saint-Ondras (38434)               |
| 101. Saint-Quentin-Fallavier (38449)          | 102. Saint-Romain-de-Jalionas (38451) | 103. Saint-Savin (38455)                  | 104. Saint-Sorlin-de-Morestel (38458)   |
| 105. Saint-Sulpice-des-Rivoires (38460)       | 106. Saint-Victor-de-Cessieu (38464)  | 107. Saint-Victor-de-Morestel (38465)     | 108. Sainte-Blandine (38369)            |
| 109. Salagnon (38467)                         | 110. Satolas-et-Bonce (38475)         | 111. Sérézin-de-la-Tour (38481)           | 112. Sermérieu (38483)                  |
| 113. Siccieu-Saint-Julien-et-Carisieu (38488) | 114. Soleymieu (38494)                | 115. Succieu (38498)                      | 116. Tignieu-Jameyzieu (38507)          |
| 117. Torchefelon (38508)                      | 118. La Tour-du-Pin (38509)           | 119. Trept (38515)                        | 120. Val-de-Virieu (38560)              |
| 121. Valencogne (38520)                       | 122. Vasselin (38525)                 | 123. Vaulx-Milieu (38530)                 | 124. Velanne (38531)                    |
| 125. Vénérieu (38532)                         | 126. Vernas (38535)                   | 127. La Verpillière (38537)               | 128. Vertrieu (38539)                   |
| 129. Veyssilieu (38542)                       | 130. Vézeronce-Curtin (38543)         | 131. Vignieu (38546)                      | 132. Villages du Lac de Paladru (38292) |
| 133. Villefontaine (38553)                    | 134. Villemoirieu (38554)             | 135. Villette-d’Anthon (38557)            | 136. Voissant (38564)                   |

## Neuordnung der Arrondissements 2017

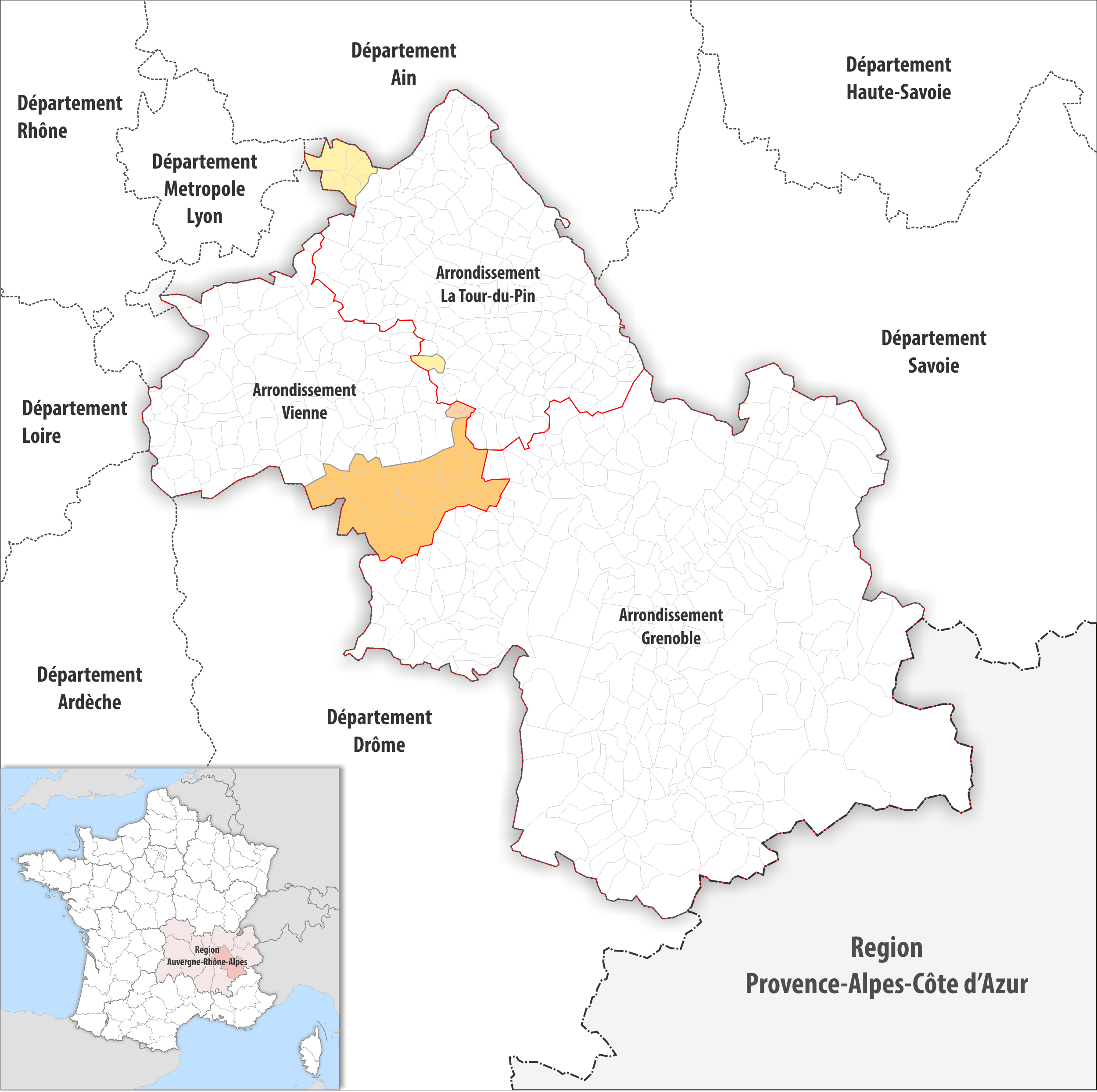
Arrondissementsanpassungen im Jahr 2017

Durch die Neuordnung der Arrondissements im Jahr 2017 wurde die Gemeinde Longechenal aus dem Arrondissement La Tour-du-Pin dem Arrondissement Vienne zugewiesen. Die sechs Gemeinden Anthon, Charvieu-Chavagneux, Chavanoz, Janneyrias, Pont-de-Chéruy, Villette-d’Anthon und die Fläche der ehemaligen Gemeinde Eclose wechselten vom Arrondissement Vienne ins Arrondissement La Tour-du-Pin.

## Ehemalige Gemeinden seit der landesweiten Neuordnung der Kantone
- Bis 2015: Les Abrets, Les Avenières, La Bâtie-Divisin, Fitilieu, Veyrins-Thuellin
- Bis 2016: Arandon, Paladru, Passins, Le Pin
- Bis 2018: Virieu, Panissage